# ل بورگ
ل بورگ (به فرانسوی: Le Bourg) یک کامین در فرانسه است که در Canton of Lacapelle-Marival واقع شده‌است.

## خصوصیات
ل بورگ ۱۳٫۱۵ کیلومترمربع مساحت و ۲۹۶ نفر جمعیت دارد و ۳۶۰ متر بالاتر از سطح دریا واقع شده‌است.